# Henrik Salée
Henrik Salée (* 28. November 1955 in Kopenhagen) ist ein ehemaliger dänischer Radrennfahrer.

## Sportliche Laufbahn
Salée war Bahnradsportler. Er war Teilnehmer der Olympischen Sommerspiele 1980 in Moskau. Dort startete er im Sprint und wurde auf dem 5. Platz klassiert.
Bei den Junioren gewann er mehrere nationale Titel auf der Bahn. Als Amateur gewann er 1976 den dänischen Titel im Sprint vor Niels Fredborg. Vor 1979 bis 1984 gewann er die Meisterschaft in Serie. Den Großen Preis von Hannover im Sprint entschied er 1980 für sich. 1979 war er Zweiter im Grand Prix Kopenhagen hinter Miroslav Vymazal.